# Capua
För andra betydelser, se Capua (olika betydelser).
Capua är en stad och kommun i den italienska provinsen Caserta, regionen Kampanien. Kommunen hade 18 484 invånare (2017) och ligger cirka 25 km norr om Neapel.

## Antik stad

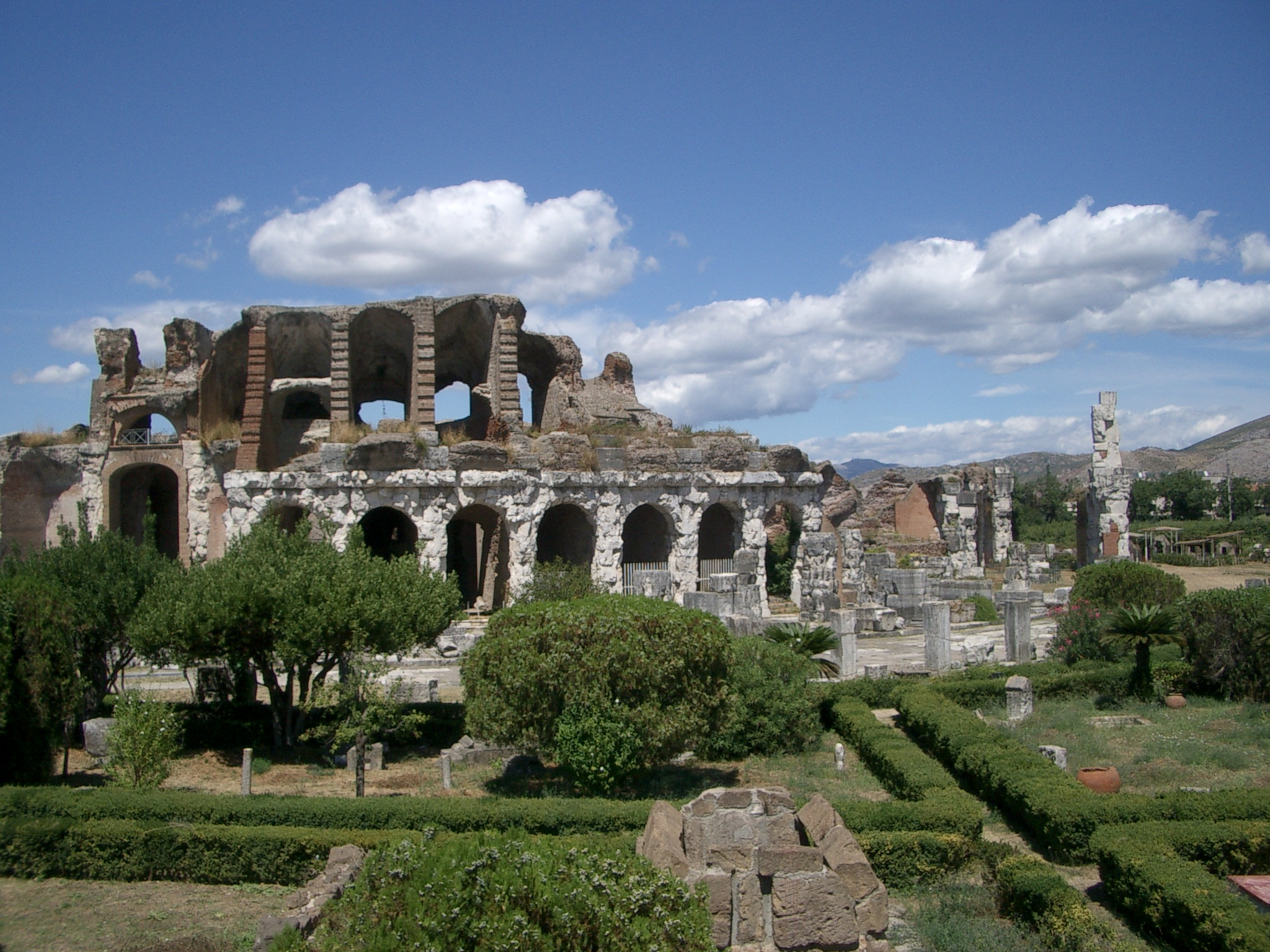
Amfiteatern i Capua

Öster om staden i kommunen Santa Maria Capua Vetere finns ruiner efter det gamla Capua, som i forntiden var mycket betydande. Ursprungligen hette den Volturnus och beboddes av etrusker och ausoner. 420 f.Kr. intogs den av samniterna, vilka gav platsen namnet Capua. 344 f.Kr. ställde den sig under  romarnas beskydd. I andra puniska kriget avföll Capua till Hannibal, som låg i vinterkvarter där 215-210 f.Kr. År 211 f.Kr. återerövrades den av romarna, som hårt straffade dess invånare samt berövade samhället dess rätt till självstyrelse och skickade dit romerska ämbetsmän. Staden förföll så småningom. Julius Caesar och Nero sände dit kolonisatörer för att återupprätta den. Slutligen ödelade folkvandringarna och arabernas härjningar det gamla Capua.
År 73 f.Kr. ställdes Rom inför ett militärt hot av nytt slag. Det började med att Spartacus och hans anhängare (ett åttiotal gladiatorer) bröt sig ut ur deras gladiatorskola som ägdes av Lentulus Batiatus. De befriade många slavar och efter några år blev de så många som 70 000, i vissa källor 120 000 slavar. Flera romerska arméer besegrades av Spartacus och hans anhängare innan revolten till slut krossades. Sextusen av de överlevande upprorsmännen korsfästes längs vägen mellan Capua och Rom som straff och avskräckande exempel. 
Spartacusupproret var den allvarligaste av flera slavrevolter under slutet av den republikanska tiden. Alltfler krigsfångar hade hemförts som slavar efter de segerrika krigen och de utgjorde snart mer än en fjärdedel av Italiens befolkning.   

## Casilinum
I nuvarande Capua vid floden Volturno låg även flodhamnen Casilinum, som var en viktig plats, bland annat eftersom vägarna Via Appia och Via Latina möttes här.

## Kuriosa
Capua förekommer i datorspelet Rome: Total War och i tv-serierna Spartacus: Blood and Sand, Spartacus: Gods of the Arena och Spartacus: Vengeance.